# Plamenjača
Plamenjača (lat. Erechtites), biljni rod jednogodišnjeg bilja iz porodice glavočika raširen po Sjevernoj i Južnoj Americi. Nekada su ovdje bile uključene australske i novozelandske vrste koje su sada ponovno uključene u Senecio s. str.
Dvije od 8 vrsta uvezene su i po drugim kontinentima, među njima jedna i u Hrvatsku, to je visoka plamenjača

## Vrste
1. Erechtites albiflorus (Sch.Bip.) Hassemer & Funez
2. Erechtites goyazensis (Gardner) Cabrera
3. Erechtites hieraciifolius (L.) Raf. ex DC., visoka plamenjača
4. Erechtites ignobilis Baker
5. Erechtites leptanthus (Phil.) Cabrera
6. Erechtites missionum Malme
7. Erechtites runcinatus (Less.) DC.
8. Erechtites valerianifolius (Wolf ex Rchb.) DC.